# バイコーン

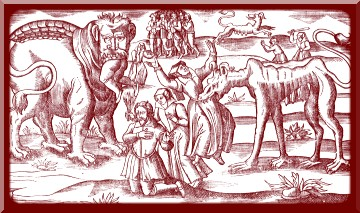
バイコーンとシシュファスの17世紀の彫刻

バイコーン（Bicorn）は、伝説上の動物。二角獣（にかくじゅう） とも呼ばれる。
二本角をした馬でユニコーンの亜種といわれる。また、ユニコーンは純潔を司るのに対し、バイコーンは不純を司るとされる。
真横から見たために前頭部の二本の角が一本に見えたアラビアオリックスは白い体と合わせてユニコーンのモデルになったとも言われ、ギリシャの自然史は片方の角を失ったアラビアオリックスを見てユニコーン実在説を唱えたという説もあり、
ある説ではユニコーンとはヘブライ語の「二角獣」の誤訳として欽定訳聖書に用いられたもので、このバイコーンこそがユニコーンの原型であるという。
また、小説『ハリー・ポッターシリーズ』でハリーがポリジュース薬を作る時に使われたものは、二角獣の角の粉末である。
中世ヨーロッパの伝説と民間伝承に登場するバイコーンは恐妻家を食べると伝えられる。恐妻家が多かったとされる中世においてはバイコーンは餌に事欠かなかったので、太っており、また人間の顔とむき出した歯を持つ女怪物という説もある。
シシュファス伝説において、善良な男だけしか食べない怪物はビゴルヌ（bigorne）という名が付けられている。この語は「bicorne」と同義語で「二角ある、両角の、両端が尖っている,双尖のディレンマ、両角論、両刀論法」を意味し「白い犬(chien blanc)」「蒼い獣(bête navette)」「悪魔憑きの牛(vache au diable)」「ピテルヌ(piterne)」「タランヌ(taranne)」「兎犬(levrette)」などの別名も持ち、子牛ほどの大きさの雌の犬で、火のような目をしているが、角を生やしているという説もある。
対照的に貞淑な妻達を食べると言われるChichcvacheは ”lean cow”という意味だが、Chichevacheと綴るのは英語だけとも言われ、フランスの類似した伝承のChichefaceは「牛」ではなく「やせた牝狼」で2つの母音の間の[f]は[v]と発音されることから、英語では聞いた音を直接綴った可能性も指摘される。
シシュファス（Chicheface）は2000年に1度、善良な女を食べて生きている怪物で、山羊の脚と雄鶏の脚が互い違いについている。